# 開國紀元

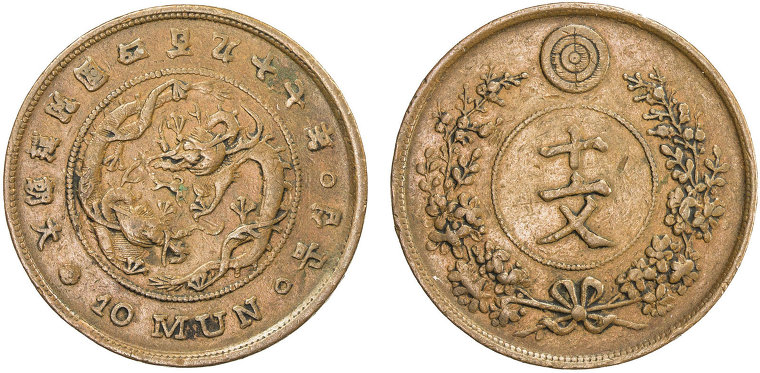
朝鮮王朝發行的錢幣，鑄有「大朝鮮開國四百九十七年」字樣

开国紀元是朝鲜王朝纪年法，以朝鲜王朝建立之年1392年（壬申年）为开国元年。1894年甲午更张，朝鮮國停止使用清朝年號，全國正式改用開國紀年，1894年是開國503年。1896年採用公曆並同時改元，改開國504年舊曆十一月十七日為建陽元年（1896年）新曆1月1日。1897年，朝鮮高宗稱帝，改國號為大韓帝國，年號光武。
甲午更张之前，開國紀元就曾多次使用，如《朝鮮寺剎史料·禾巖寺事蹟》「開國四百八十一年壬申」（1872年），《江華條約》「大朝鮮國開國四百八十五年」（1876年），《濟物浦條約》「大朝鮮國開國四百九十一年」（1882年），《朝美修好通商條約》「大朝鮮國開國四百九十一年即中國光緒八年」（1882年），《釡山口設海底電線條款》「大朝鮮國開國四百九十二年」（1883年），《漢城條約》「大朝鮮國開國四百九十三年」（1884年）。

## 紀年、干支、西曆對照表
开国紀元n年与公元g年的关系是 n = g - 1391。
| 開國紀元 | 元年   | 503年  | 504年  |
| -------- | ------ | ------ | ------ |
| 公元     | 1392年 | 1894年 | 1895年 |
| 干支     | 壬申   | 甲午   | 乙未   |

## 参看
- 朝鮮半島年號列表
- 開國的消歧義